# Hehlen
Hehlen település Németországban, azon belül Alsó-Szászország tartományban. Lakosainak száma 1810 fő (2023. december 31.).

## Népesség
A település népességének változása:
| Lakosok száma | 1855 | 1813 | 1839 | 1832 | 1841 | 1810 |
|               | 2016 | 2017 | 2019 | 2021 | 2022 | 2023 |